# Mesadenella cuspidata
Mesadenella cuspidata là một loài thực vật có hoa trong họ Lan. Loài này được (Lindl.) Garay mô tả khoa học đầu tiên năm 1978.

## Hình ảnh

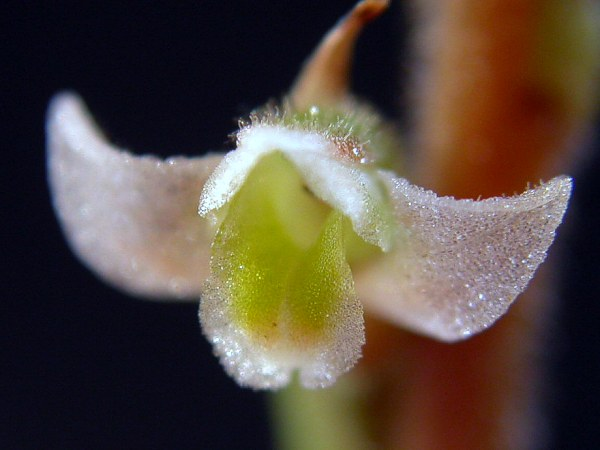